# Hugo Julius

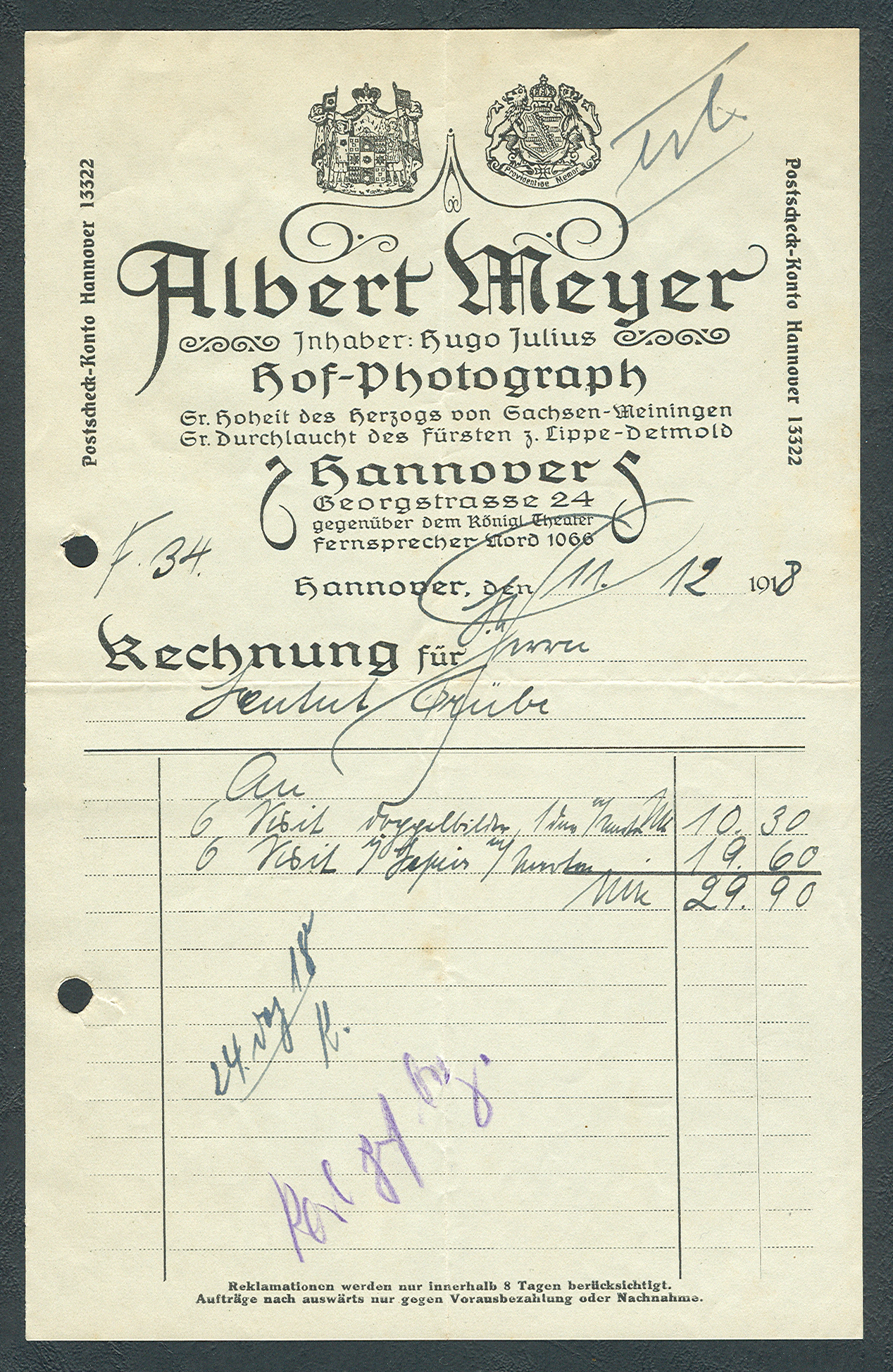
Faktura von Albert Meyer – Inhaber Hugo Julius – von 1918

Hugo Julius (* 15. September 1870 in Hamburg; † 21. Mai 1949) war ein deutscher Berufsfotograf in Hannover.

## Leben
Hugo Julius absolvierte seine Fotografen-Lehre im Atelier seines Onkels Igna(t)z Julius in Hamburg. Er hatte im Juni 1862 im Neuen Wall in Hamburg ein fotografisches Atelier eröffnet und war im November 1872 in die Großen Bleichen gezogen. Im Februar 1887 war Ignatz Julius verstorben, während seine Witwe die Fortsetzung annoncierte. 1896 wurde das Atelier an Burchart & Behnken verkauft.
Im September 1893 eröffnete Hugo Julius mit Alfred Rudolph Robert Pieperhoff in Hamburg das fotografische Atelier „Hugo Julius & Co“ in der Grindelallee 183. Ab November 1894 wurde die Firma in „Julius & Pieperhoff“ umbenannt. Im August 1896 schied Pieperhoff aus der Firma aus.
In den Jahren 1900 bis 1902 war er Geschäftsführer des fotografischen Ateliers von Jean Baptiste Feilner in Braunschweig.
Aus dieser Zeit liegt eine Anekdote über ein missglücktes Foto des Schriftstellers Wilhelm Raabe vor: Dieser habe sich erst nicht fotografieren lassen wollen, dann aber auch nicht richtig positionieren können, und, als es endlich so weit war – bekam Hugo Julius einen Hexenschuss. Raabe soll daraufhin gebrummt haben: „I c h habe es ja nicht gewollt!“

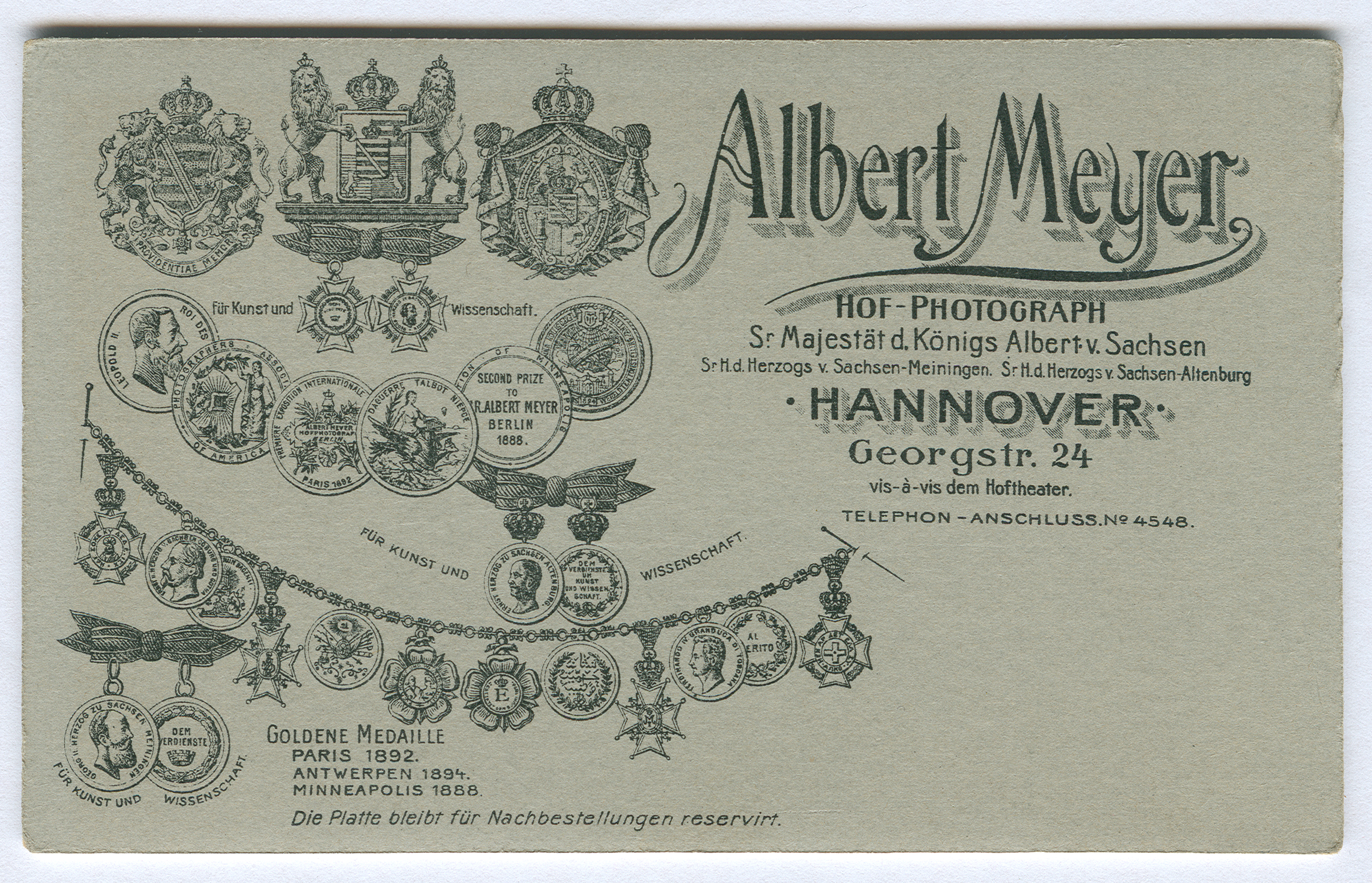
Um 1900: Carte de Visite von Albert Meyer aus seiner Hannover-Zeit

1906 wurde er Teilhaber des Hoffotografen Albert Meyer in Hannover, der sein Atelier in der „Georgstraße 24“ betrieb. Albert Meyer verkaufte Julius 1912 seinen Anteil. Julius führte das Geschäft unter dem Namen „Albert Meyer. Inhaber Hugo Julius. Herzoglich Meiningenscher und fürstlich Lippischer Hofphotograph“ fort.
Ungeklärt sind die Ernennungen zum Hoffotografen: Während Albert Meyer um 1900 hierzu noch den – 1902 verstorbenen König Albert von Sachsen sowie den „Herzog von Sachsen-Altenburg“ und den Herzog von Sachsen-Meiningen nennen durfte, konnte Hugo Julius noch den „Fürsten zu Lippe-Detmold“ anführen. Neben zahlreichen anderen Anerkennungen erhielt Hugo Julius 1926 auf der Internationalen Ausstellung 1926 in Saragossa das „Grand Diploma de Honor“ und wurde mit dieser höchsten Auszeichnung „zum Ehrenmitglied ernannt“.
„Hugo Julius verstarb nach kurzer Krankheit am 21. Mai 1949.“
Das große Atelier wurde durch die Luftangriffe auf Hannover im Zweiten Weltkrieg im Juni 1943 zerstört. Erhalten hat sich nur (unter der heutigen Hausnummer 38) die Fassade des Erdgeschosses. Auch das Ausweichatelier im Nachbargebäude, das von dem Sohn Kurt Julius geführt worden war, wurde im Oktober 1943 durch Bomben zerstört.

## Auszeichnungen
- 1912: Herzoglich Sachsen–Meiningen Hofphotograph[15]

## Familie
Hugo Julius heiratete 1900 Clara Abbelona Koch. Das Ehepaar hatte drei Kinder: Ilse (* 1907), Kurt (* 1909) und Käthe (* 1910). Der Sohn Kurt Julius übernahm das Atelier des Vaters, die Tochter Ilse Julius betrieb ein eigenes Atelier in Hannover und die Tochter Käthe Julius wurde Fotoreporterin und Presseleiterin in der Filmindustrie. Sie heiratete später den Filmregisseur Rudolf Jugert. Auch die in Hannover geborene Enkelin Claudia Polak arbeitet als selbständige Fotografin.